# Regiões da Guiné
Guiné é dividida em 8 regiões administrativas que são subdivididas em 34 prefeituras.
| Região    | Capital   | Área (km2) | População (2014 census) |
| --------- | --------- | ---------- | ----------------------- |
| Boké      | Boké      | 31,186     | 1,081,445               |
| Conakry   | Conakry   | 450        | 1,667,864               |
| Faranah   | Faranah   | 35,581     | 942,733                 |
| Kankan    | Kankan    | 72,145     | 1,986,329               |
| Kindia    | Kindia    | 28,873     | 1,559,185               |
| Labé      | Labé      | 22,869     | 995,717                 |
| Mamou     | Mamou     | 17,074     | 732,117                 |
| Nzérékoré | Nzérékoré | 37,658     | 1,663,582               |